# إينا لو
إينا لو (بالإنجليزية: Ina Lu)‏ هي متسابقة ملكة الجمال جنوب أفريقية، ولدت في 1982.